# Hjälmare kanal

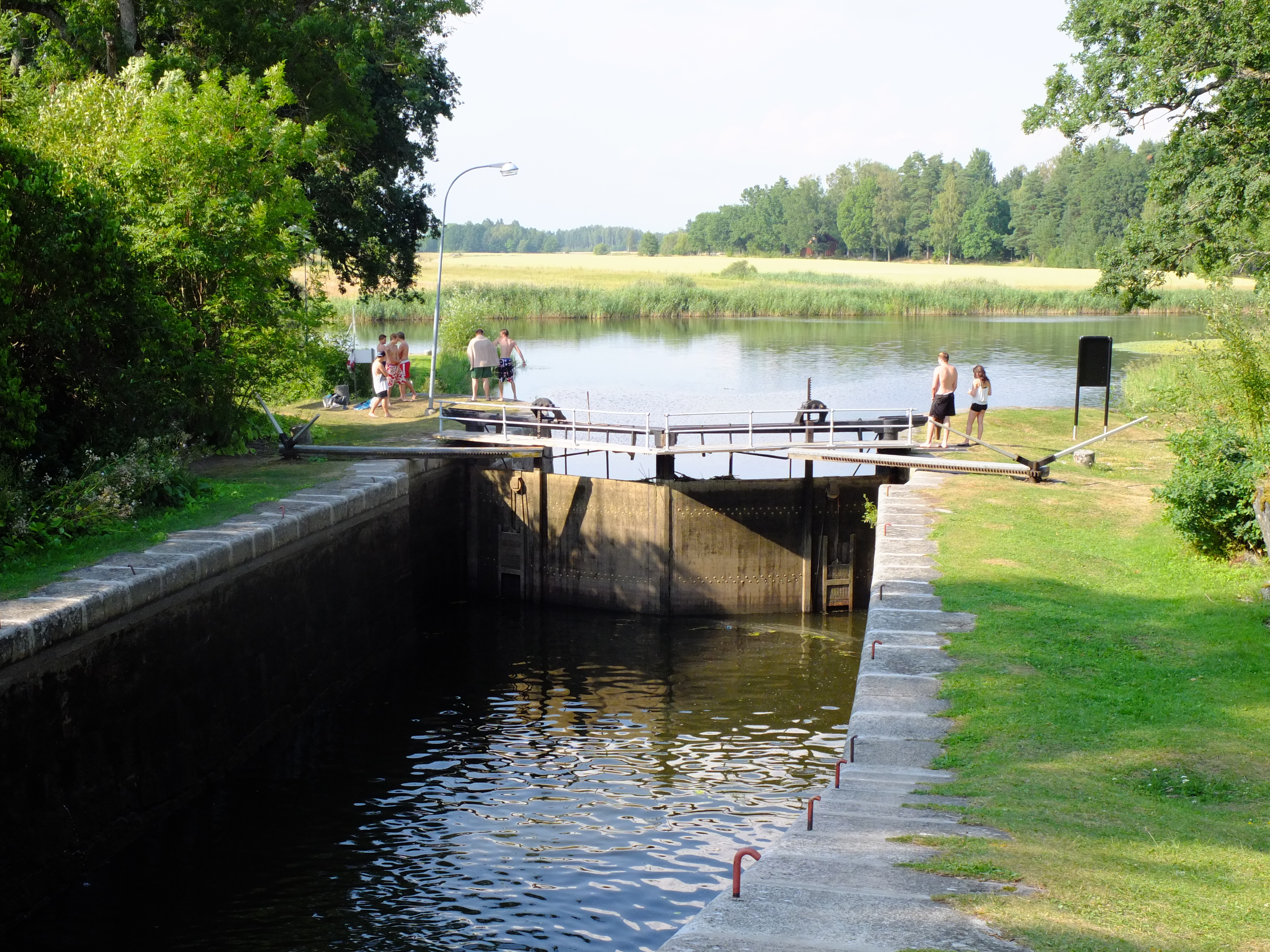
Gravuddens slussar. Arbogaån i bakgrunden.

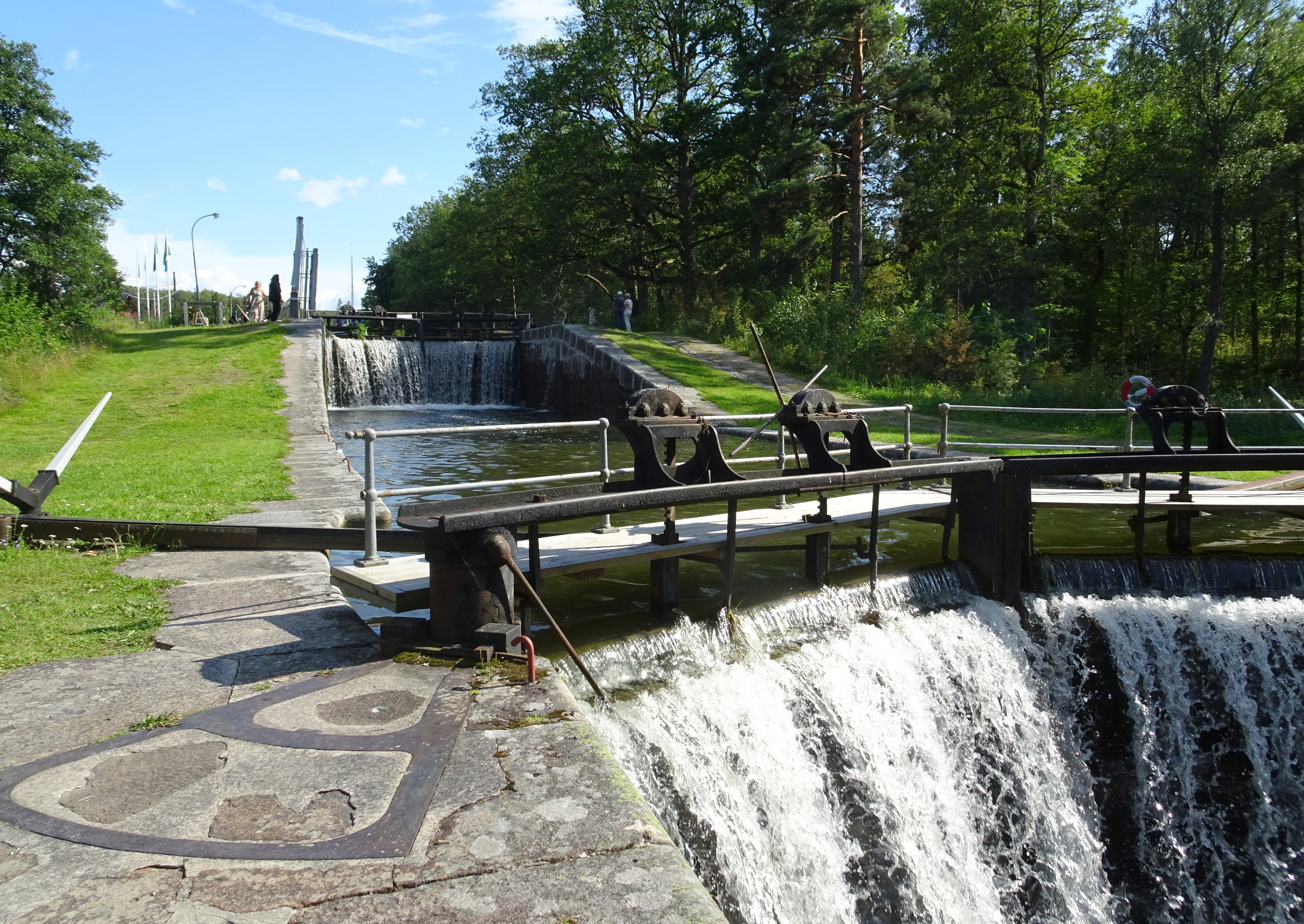
Hällby slussar.

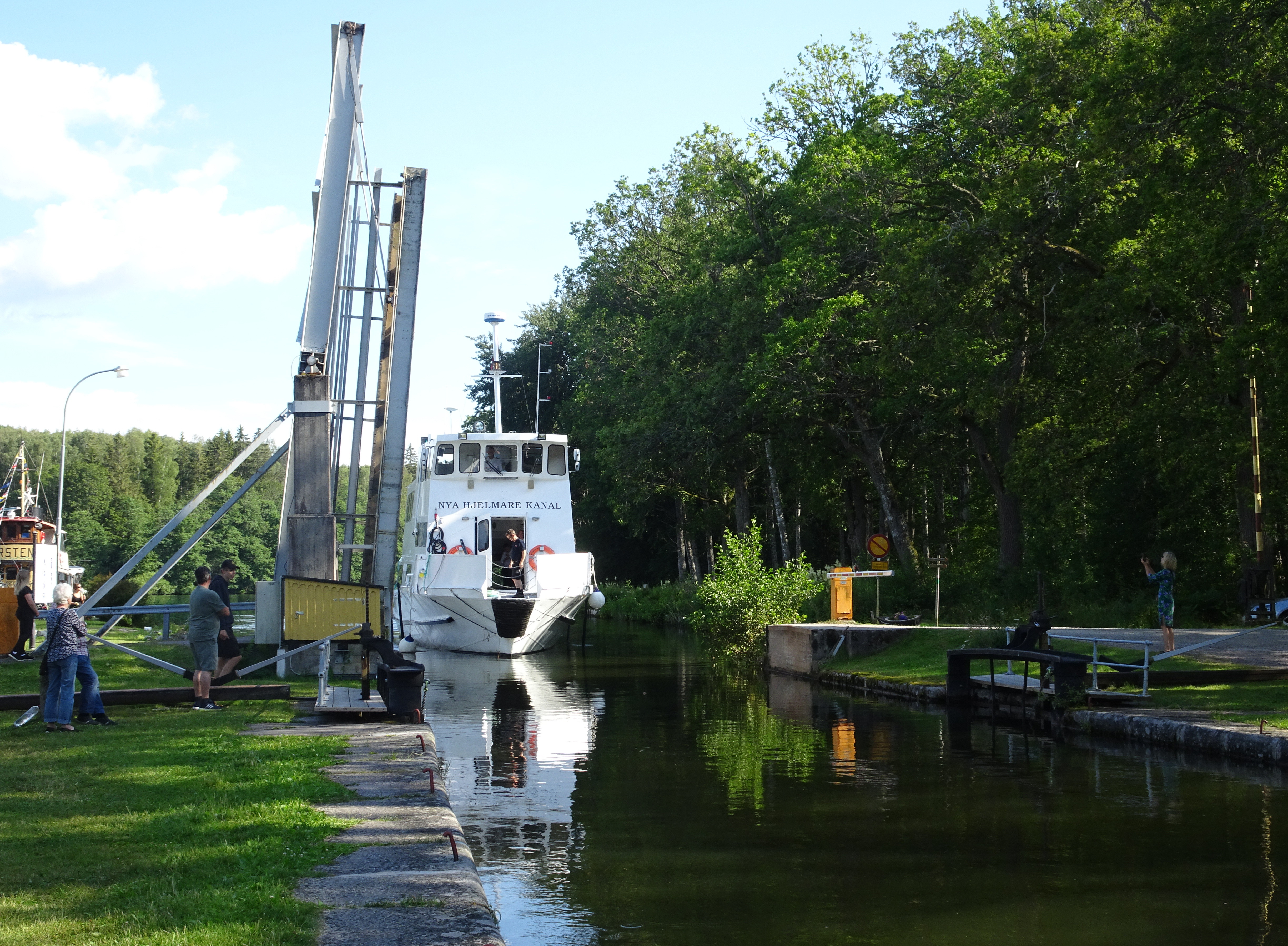
"Nya Hjelmare Kanal" passerar klaffbron vid Hällby slussar.

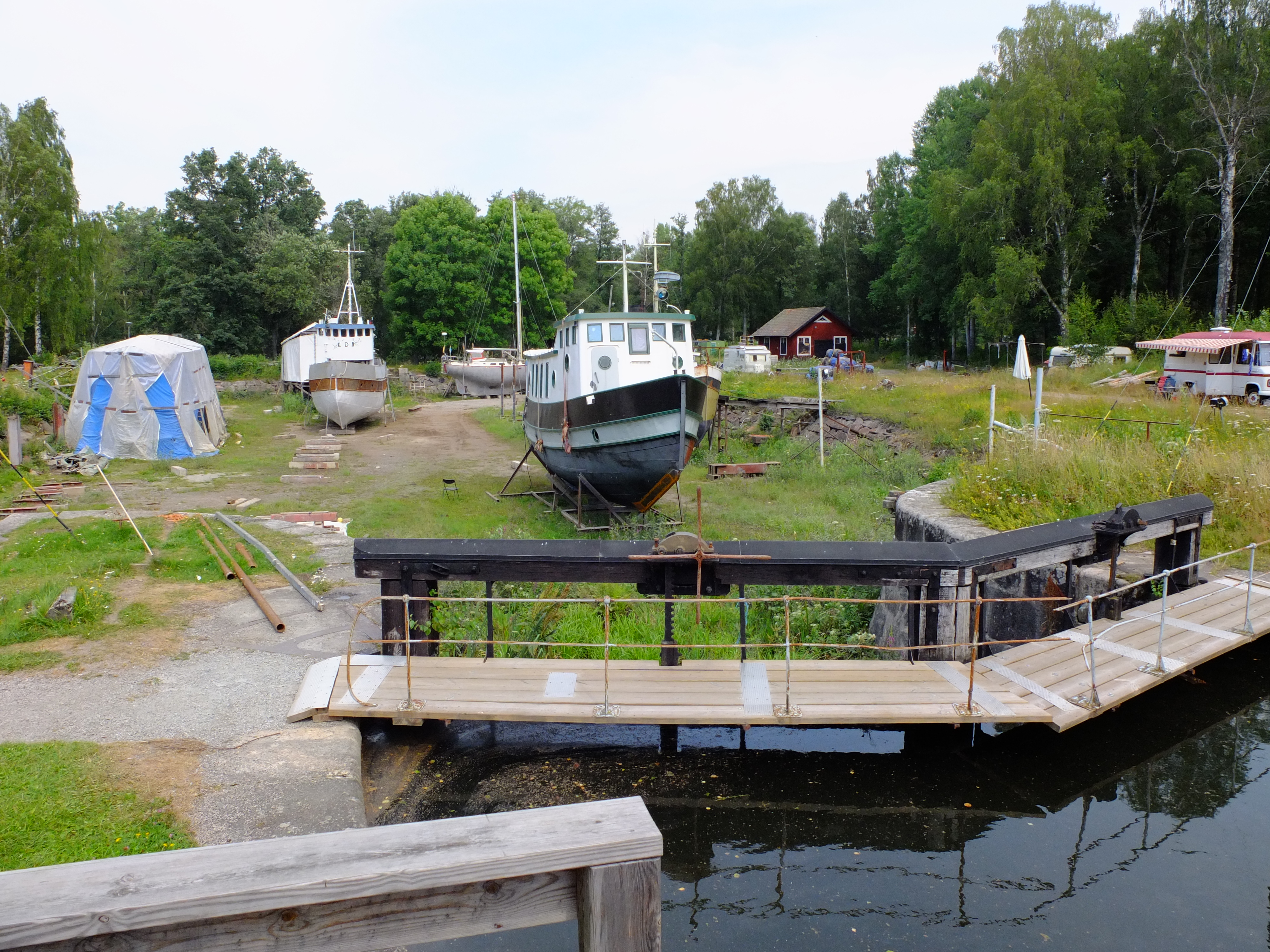
Hjälmare docka

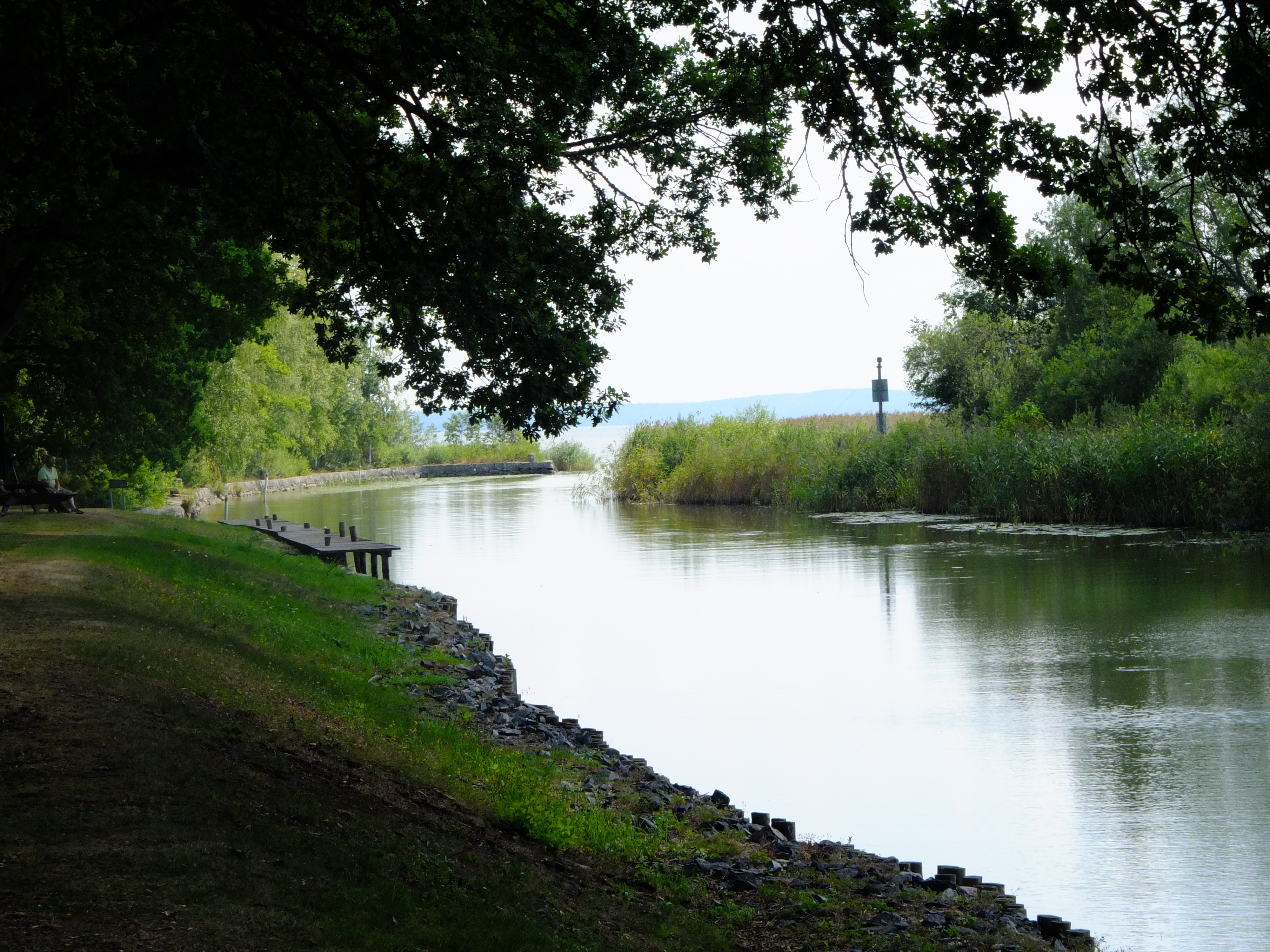
Vid Notholmen. Hjälmaren i bakgrunden.

Hjälmare kanal är en kanal som förbinder Hjälmaren med Arbogaån. Via Arbogaån nås Mälaren. Kanalen byggdes 1623–1639 med syfte att underlätta transporten av järn, spannmål och virke mellan Bergslagen och Stockholm/Östersjön. Kanalen är Sveriges äldsta byggda vattenväg.
Kanalen är totalt 13 700 meter lång, varav 8 500 meter är grävd kanal. Den har en total fallhöjd på 22 meter, genom nio handdrivna slussar fördelade på fem ställen. Maxlängden för båtar är 30 meter, maxbredden är 7 meter och maxdjupet är 1,95 meter och maxhöjden är fri. Högsta tillåtna fart genom kanalen är 5 knop.

## Slussar och platser längs kanalen
Från söder till norr:
- Notholmen var före sjösänkningarna en ö i Notholmsviken i Hjälmaren, men är numera namnet på två där belägna gårdar och en sluss med cirka 0,2 meters lyfthöjd, som ligger strax efter inloppet i kanalen.
- Kvarnsjön i Säterbo socken.
- Åttans sluss, cirka 2,5 meters lyfthöjd, alldeles norr om Kvarnsjön.
- Hjälmare docka, en torrdocka i anslutning till kanalen. Här fanns tidigare ett varv och en reparationsdocka. Numera är det en uppläggningsplats för fritidsbåtar. Runt 25 personer bor intill själva dockan.
- Hällby slussar, tre slussar om totalt cirka 8,5 meters lyfthöjd. Detta är att betrakta som kanalens centrum. (Slussen kallas ibland "dockslussen" eftersom den ligger parallellt med Hjälmare docka.)
- Säby, två slussar om totalt cirka 5 meters lyfthöjd.
- Gravudden, två slussar om totalt cirka 5 meters lyfthöjd. Här mynnar kanalen i Arbogaån.

## Historik

### Karl IX:s kanal
Redan Gustav Vasa var intresserad av att förena Mälaren, Hjälmaren och Vänern med varandra. Karl IX började att bygga slussar utmed Eskilstunaån för att åstadkomma en farled mellan Mälaren och Hjälmaren. Kanalen byggdes med tysk hjälp 1596–1610 under överinseende av vallmästaren vid Nyköpingshus, Petter von Lybeck. Den följde i stort sett Eskilstunaåns lopp. Kanalen hade 14 slussar, vilka byggdes 1603–1610. Den första slussen byggdes 1603 vid Torshälla, 1605–1608 byggdes tre slussar vid Tunafors och 1607 arbetade man på slussar vid Hyndevad . Också vid Skogstorp och Skjulsta fanns planer för slussar, vilka eventuellt också genomfördes. En del av den gamla kanalens sträckning ingår i den senare anlagda Eskilstuna kanal . Kanalen synes ha varit i drift från 1610 fram till 1650. Den kallades tidigare även för Hertig Karls grav .

### 1639 års kanal
Den första Hjälmare kanal byggdes 1629–1639 på initiativ av Gustav II Adolf, och kallades först Hjälmare slussverk, senare Arboga graf. Den sträckte sig genom de fem små sjöarna Värhulta-, Lill-, Lång-, Krok- och Hafsjöarna. Kanalens djup var anläggningen 3 fot (0,9 meter).
Kanalen byggdes om 1642–1672, 1642–1672 och därefter 1691–1701. Vid det senare tillfället ökades kanalens djup till 8 fot (2,4 meter), men det verkliga djupet torde ha varit drygt 1 meter. Den grundligaste ombyggnaden skedde under åren 1770–1776. Trots denna ombyggnad tvingades man ofta stänga kanalen för reparationer, och den hade begränsad kapacitet.
Man kan fortfarande se lämningar av den gamla kanalen väster om den nya sträckningen. Lämningarna är skyddade som fast fornlämning enligt Kulturmiljölagen. Slussarna hade följande namn:
| Läge                 | Namn                 |
| -------------------- | -------------------- |
| Gravudden            | 1. Axel Sparre       |
|                      | 2. Ängsslussen       |
|                      | 3. Regeringsslussen  |
|                      | 4. Drottning Hedvig  |
|                      | 5. Kung Carl Gustaf  |
|                      | 6. Gustaf Bonde      |
|                      | 7. Majoren           |
|                      | 8. Carl Bonde        |
|                      | 9. Claes Stiernsköld |
| Kroksjöns södra ände | 10. Konung Karl XI   |

### 1701 års kanal

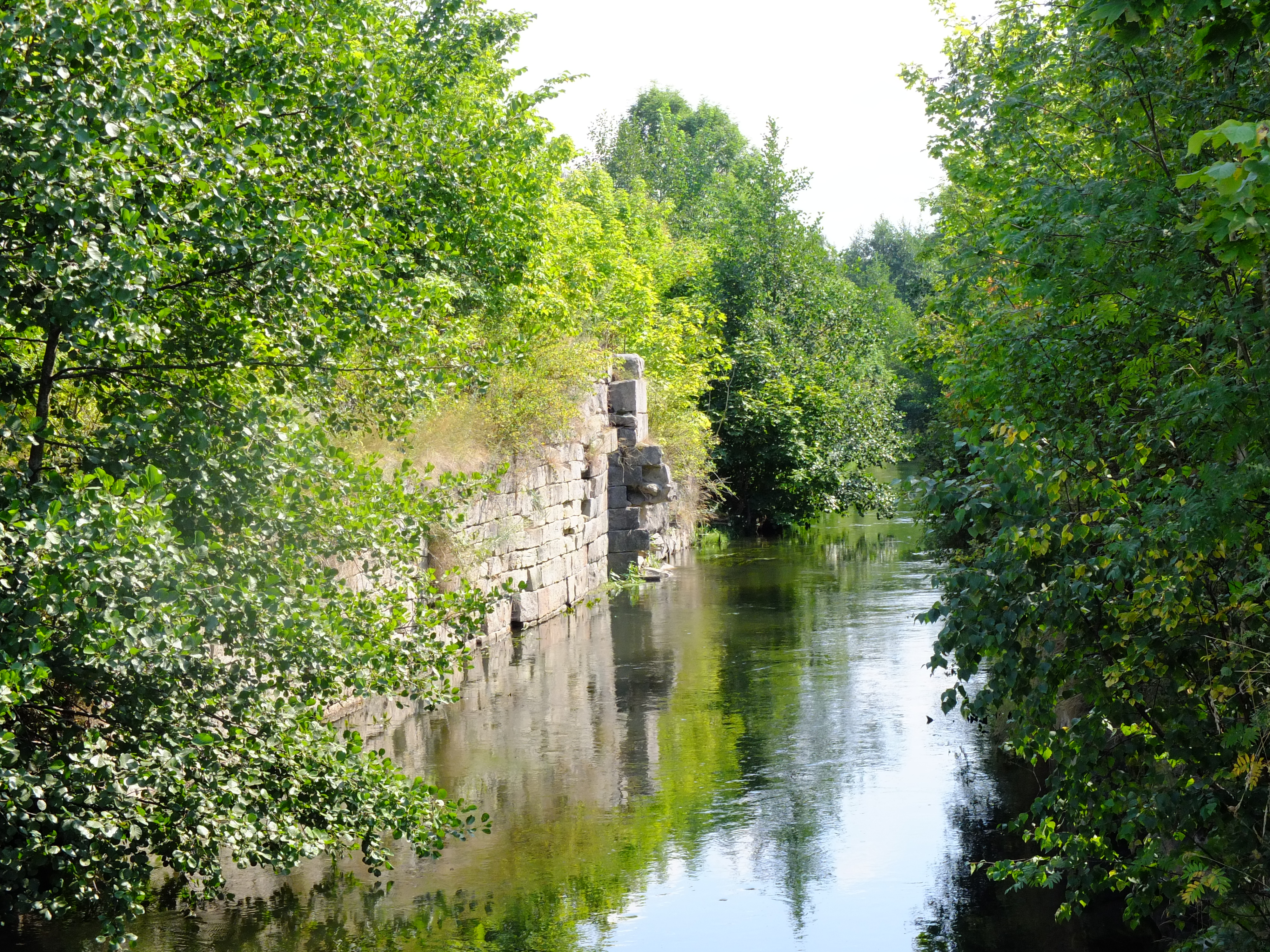
Ulrika Eleonoras sluss (senare omdöpt till Gustaf III) i Gamla Hjälmare kanal

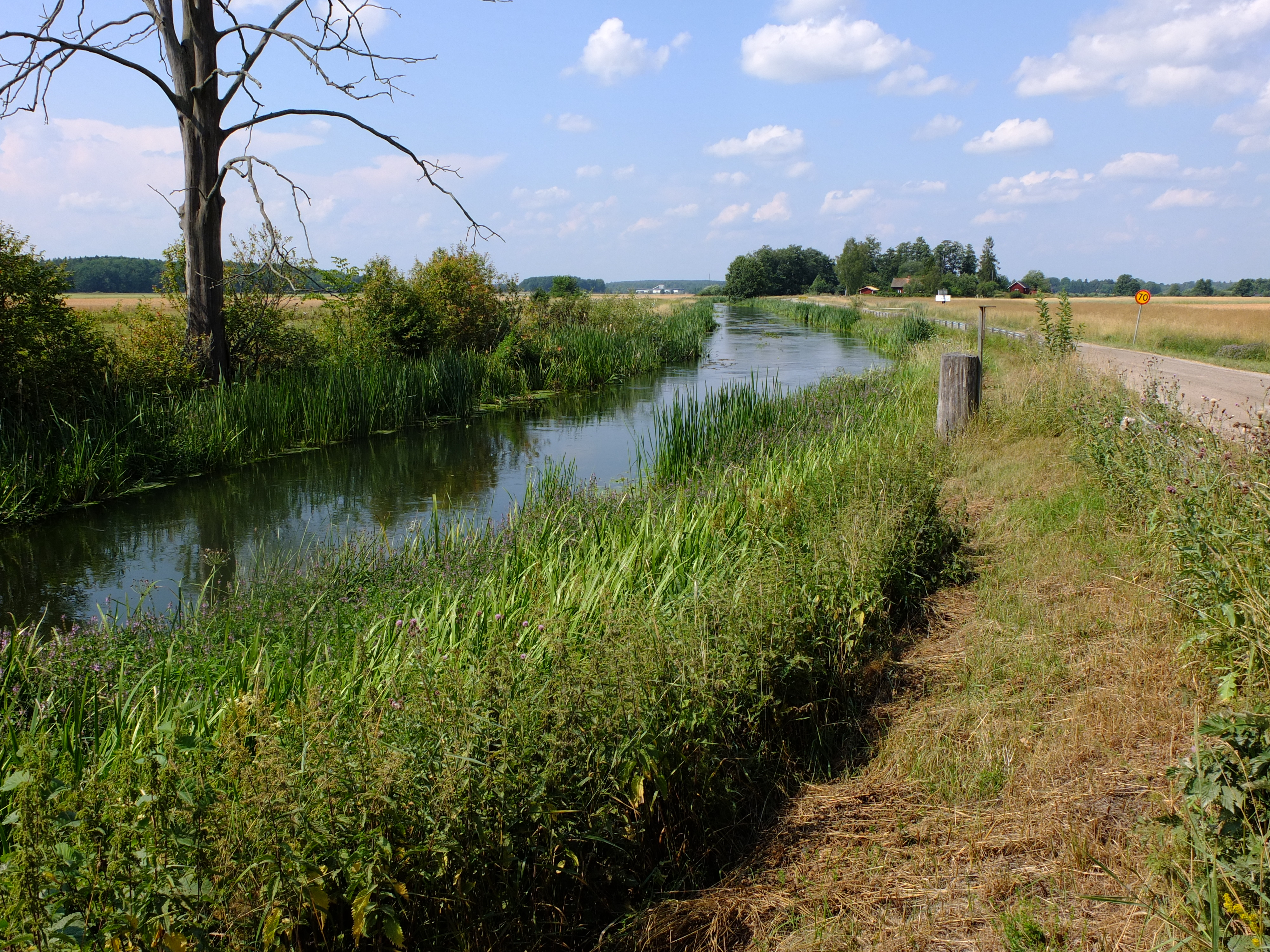
Gamla Hjälmare kanal norrut från slussen Ulrika Eleonora

Slussarnas antal minskades till 8, jämte en halvsluss. De fick nya namn enligt följande:
| Läge                 | Namn                                                      |
| -------------------- | --------------------------------------------------------- |
| Gravudden            | 1. Konung Carl Gustaf                                     |
| Säby N               | 2. Drottning Hedvig Eleonora                              |
| Säby S               | 3. Konung Carl XI                                         |
| Hällby N             | 4. Drottning Ulrika Eleonora, omdöpt 1776 till Gustav III |
| Hällby S             | 5. Prins Carl                                             |
| Hällby kvarn         | 6. Prinsessan Hedvig Sophia                               |
| Hällby kvarn         | 7. Prinsessan Ulrika Eleonora                             |
| Kroksjöns södra ände | 8. Westmanland                                            |
| Långsjöns norra ände | 9. Södermanland (halvsluss)                               |

### 1830 års kanal
En ny ombyggnad ägde rum 1819–1830 under ledning av Baltzar von Platen. Kanalen fick då sin nuvarande sträckning, och kom att gå genom mer berg och färre sjöar. Den norra delen av kanalen fick därvid en mer östlig sträckning mellan Arbogaån och Kvarnsjön, och mellan Kvarnsjön och Långsjön. På den sydligaste sträckan, närmast Hjälmaren, behöll man kanalens ursprungliga sträckning. Den nya kanalsträckningen omfattade drygt fem kilometer. Hela kanalen fick efter detta en betydligt större kapacitet.
| Läge         | Namn                                     | Lyfthöjd (meter) |
| ------------ | ---------------------------------------- | ---------------- |
| Gravudden    | 1. Fäderneslandet                        | 5                |
| Gravudden    | 2. Riksens ständer                       | 5                |
| Säby         | 3. Konung Carl XI                        | 5                |
| Säby         | 4. Kronprins Kronprins Josef Frans Oscar | 5                |
| Hällby       | 5. Arfprins Oscar Fredrik                | 8,5              |
| Hällby       | 6. Arfprins Frans Gustaf Oscar           | 8,5              |
| Hällby       | 7. Arfprins Carl Ludvig Eugene           | 8,5              |
| Åttans sluss | 8. Konung Carl XIV Johan                 | 2,5              |
| Notholmen    | 9. Hjälmare sluss                        | 0,2              |

#### Arbetande soldater
Under ombyggnaden deltog nära 5 500 indelta soldater i arbetet på kanalen. Under ombyggnaden deltog manskap ur följande förband:
- Hälsinge regemente
- Kronobergs regemente
- Närkes regemente
- Skaraborgs regemente
- Södermanlands regemente
- Upplands regemente
- Värmlands regemente
- Västgöta-Dals regemente
- Västmanlands regemente

### Hjälmarsänkningen 1877–1887
Huvudartikel: Hjälmarsänkningen
I samband med Hjälmarsänkningen (1878–1887) sänktes vattennivån med 1,3 meter. Under vintern 1879–1880 fick man därför bygga om Notholmens sluss och den gamla "Södermanland" (idag borttagen). Dessutom fick man gräva ur vissa delar av kanalen för att bevara ett vattendjup på minst 2 meter. Norr om Långsjön fick man i Bergkarlskanalen spränga bort ytterligare berg.

## Fortsatta planer
För att ytterligare underlätta transport av järn fanns under 1640-talet planer på att anlägga en ny kanal, Järle kanal, mellan Hjälmaren och den planerade staden Järle i Bergslagen. Detta projekt påbörjades, men slutfördes aldrig.
Det har också vid flera olika tillfällen funnits planer på att förbinda Hjälmaren med Vänern. Från början var syftet att undvika Öresundstullen, genom att fartyg från Östersjön och Stockholm skulle kunna få direkttillgång till Västerhavet, utan att passera Öresund. Segeltiden skulle även kunna förkortas. Detta kanalprojekt fick på 1800-talet namnet Svea kanal. Trots ett flertal initiativ från 1500-talet och fram till 1900-talet, påbörjades dock aldrig Svea kanal.

## Hjälmare docka
Eventuellt kan en docka ha funnits i äldre tid. Den nuvarande dockan ritades av Johan Edström som var von Platens medarbetare. Den har tillkommit någon gång under 1820-talet, och återfinns först på en karta från 1831–1832. Här fanns förr ett varv med båttillverkning. På senare år, mellan 1950 och 1963, tillverkades landsvägsfärjor. Idag utgör Hjälmare docka besökscentrum för kanalen. Där finns ett kafé och en varvshistorisk samling.

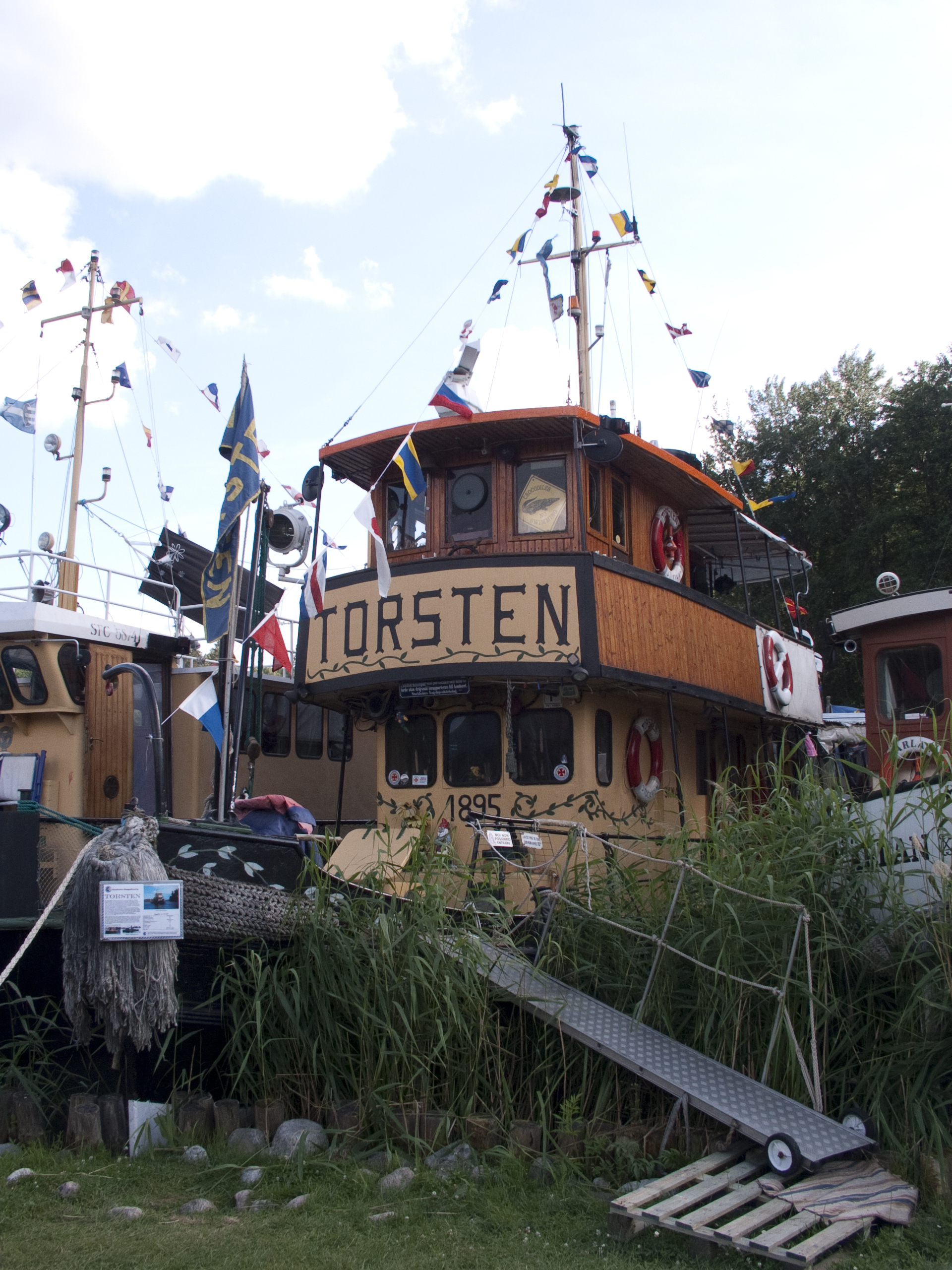
Torsten (1895)
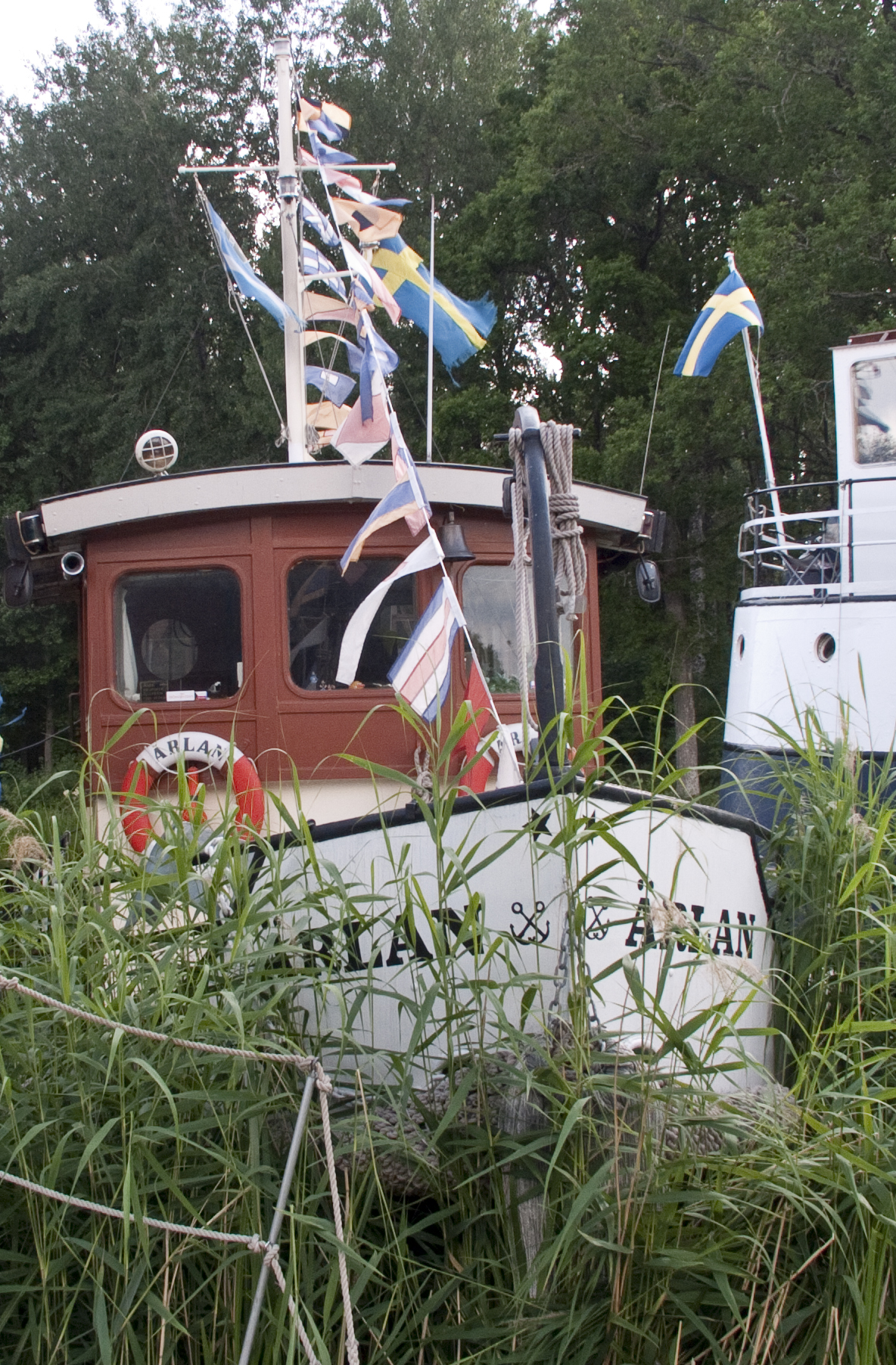
Ärlan (1886)
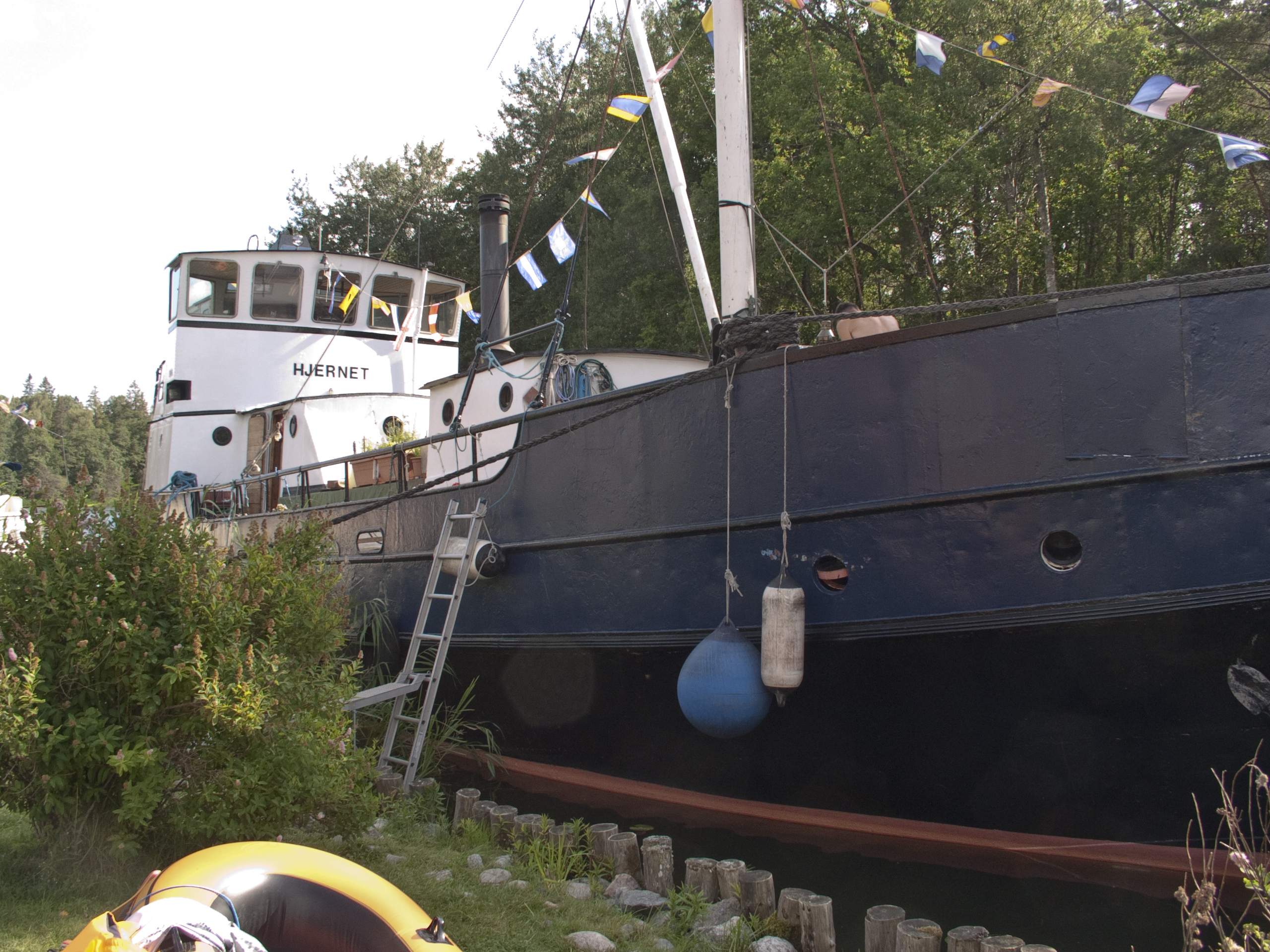
Hjernet (1899)
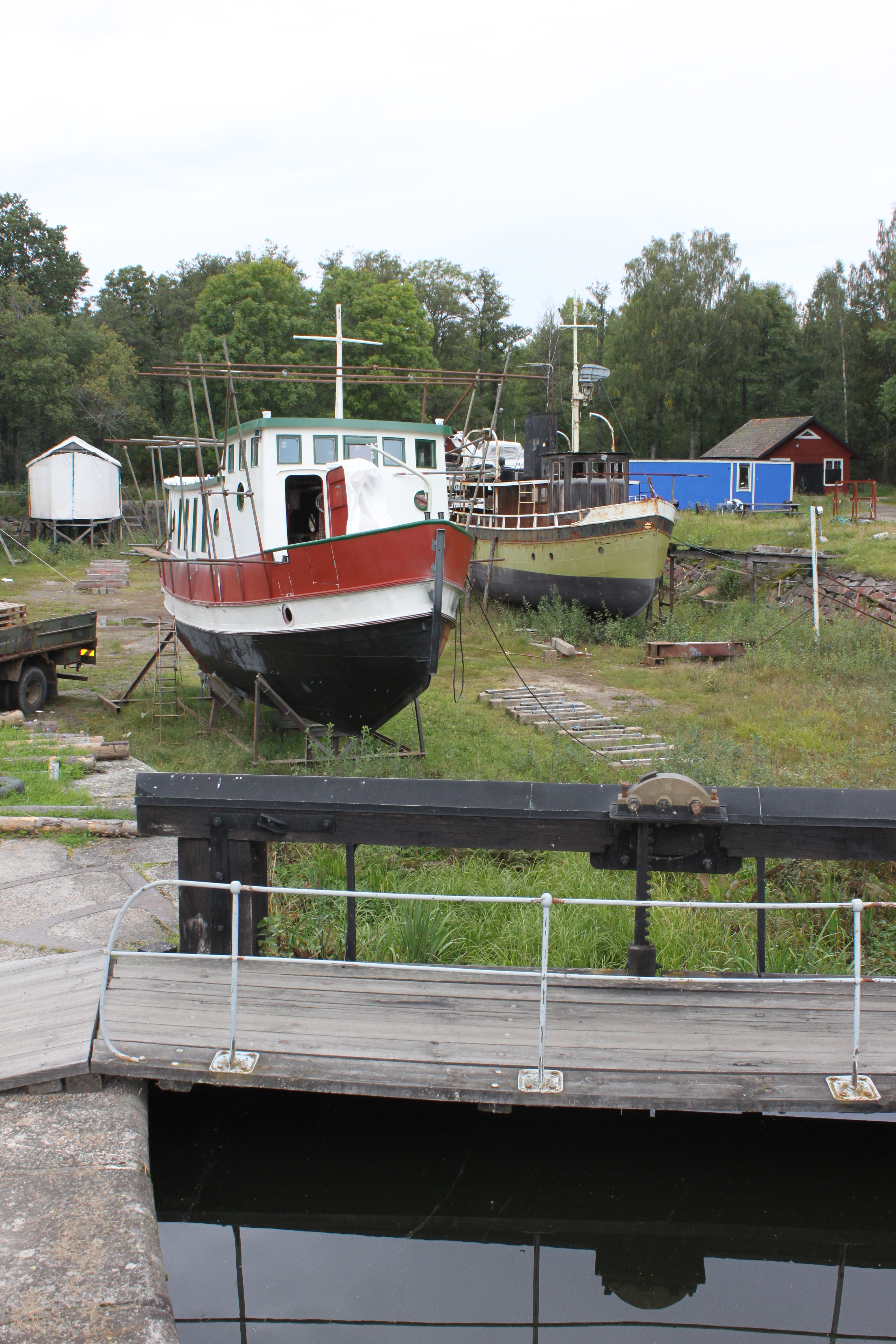
Hjälmare docka, vid Hällby slussar.

## Utbyggnadsplaner på 1900-talet
Flera gånger under 1900-talet fanns planer på att utvidga och förbättra Hjälmare kanal. Kungliga kanalkommissionen meddelade år 1921 att en mer tidsenlig vattenväg mellan Mälaren och Hjälmaren borde tillskapas. Man lade fram fyra olika förslag med djupgående från 2,3 till 5 meter. När Skånska Cement år 1938 byggde en cementfabrik i Köping fanns planer på transportera kalkstenen från kalkbrottet i Forsby till Köping via Hjälmare kanal. Man skulle då behöva fördjupa och räta ut kanalen. Istället fastnade man för att bygga Kalklinbanan Forsby-Köping, en investering som i slutändan kan ha blivit dyrare än att utvidga kanalen. Se sent som i början av 1950-talet diskuterades en utvidgning av kanalen till ett djup på 4 meter för att möjliggöra för s.k. paragraffartyg på 500 ton att kunna gå till Örebro. Antalet slussar skulle då minskas till tre med 45 meters längd och 8,2 meters bredd. Med 1953 års priser skulle detta ha kostat 38 miljoner kronor.

### Webbkällor
- Hjälmare kanal i Nordisk familjebok (andra upplagan, 1909)
- Sveaskog
- Hjälmare Kanal (Västra Mälardalen)
- Kanaldata (ur Bosse Arnholms Nordens kanaler)
- Arboga stad om Hjälmare kanal